# Лопатенское сельское поселение
Лопатенское сельское поселение — муниципальное образование в северо-западной части Клинцовского района Брянской области. Административный центр — село Лопатни.
Образовано в результате проведения муниципальной реформы в 2005 году; включает территории дореформенных Лопатенского и Гутокорецкого сельсоветов.
Экономика
В 1930 году на территории сельсовета было организовано 4 колхоза: « Первое мая», «Путь борьбы», « Новый мир», « Красная Туренёва». В настоящее время на территории Лопатенского сельского поселения осуществляет работу СПК «Труд».
В селе Гуто-Корецкая колхоз образовался в 1931году и назвали его «Революция». Первым председателем колхоза был Дребенец.
Общее количество населения на 01.01.2024 года составляет 1170 человек.
На территории Лопатенского сельского поселения функционируют: школ –1,где обучается 83 ученика, дошкольное отделение-1 - 16 детей, ДК -1, библиотек – 1, магазинов – 3, ИП "Савастьянов А.В."- кафе, ФАПов – 2, отделений почтовой связи – 1, 
Водоснабжение осуществляется 6 водонапорными башнями с общей протяженностью водопровода – 34,3 км, криниц - 5.
Из числа сельскохозяйственных предприятий
СПК «Заря» - работающих 4 человека, 
СПК «Труд» - работающих 3 человека,
ИП ГКФХ "Литвякова И.А." (растениеводство, животноводство)
Личных подсобных хозяйств: 380

## Население
| 2010  | 2011  | 2012  | 2013  | 2014  | 2015  | 2016  | 2017  | 2018  |
| ----- | ----- | ----- | ----- | ----- | ----- | ----- | ----- | ----- |
| 1354  | ↘1349 | ↗1359 | ↘1270 | ↘1218 | ↘1156 | ↘1108 | ↘1084 | ↘1063 |
| 2019  | 2020  | 2021  |       |       |       |       |       |       |
| ↗1071 | →1071 | ↗1209 |       |       |       |       |       |       |

## Населённые пункты
| №  | Населённый пункт  | Тип     | Население |
| -- | ----------------- | ------- | --------- |
| 1  | Андреевка-Печевая | деревня | ↘1        |
| 2  | Буян              | посёлок | ↘12       |
| 3  | Ганновка          | хутор   | →0        |
| 4  | Глинное           | посёлок | →0        |
| 5  | Гута-Корецкая     | село    | ↘265      |
| 6  | Заречье           | деревня | ↘73       |
| 7  | Кожухово          | посёлок | →0        |
| 8  | Лопатни           | село    | ↘744      |
| 9  | Лядовка           | посёлок | ↘8        |
| 10 | Маковье           | посёлок | ↘35       |
| 11 | Новая Алексеевка  | посёлок | →0        |
| 12 | Новый Рассвет     | посёлок | ↘3        |
| 13 | Унеча             | деревня | ↘129      |